# Andy Farrell
Andrew David Farrell (Wigan, 30 maggio 1975) è un ex rugbista a 13, a 15 e allenatore di rugby britannico, nazionale britannico e inglese di rugby a 13 nel ruolo di ala e nazionale inglese di rugby a 15 con il ruolo di tre quarti centro.
Fu capitano sia della Nazionale britannica che di quella inglese di rugby a 13; con quest'ultima disputò la Coppa del Mondo 2000; passato al rugby XV, disputò con la relativa Nazionale inglese anche la Coppa del Mondo 2007. Ritirato nel 2009, è entrato nello staff tecnico dei Saracens, suo ultimo club. Dal 2016 al 2019 è stato allenatore della difesa dell'Irlanda, e dall'ottobre 2019 ne è diventato il commissario tecnico, subentrando a Joe Schmidt.

## Biografia

### Attività nel rugby a 13
Nativo di Wigan, centro della Grande Manchester dove storicamente è il Rugby League (o rugby XIII) a riscuotere maggior popolarità rispetto al Rugby Union (o rugby XV), Farrell mosse i primi passi ed esordì nel rugby XIII con la locale compagine, i Wigan Warriors all'età di 16 anni. Nel 1993, a 18 anni, divenne internazionale per l'Inghilterra XIII; un anno più tardi fu selezionato anche dalla rappresentativa del Regno Unito XIII, per il quale giocò in totale 34 volte. Disputò due Coppe del Mondo con la Nazionale inglese della quale divenne capitano nel 1996.
A livello di club, segnò più di 3.000 punti con i Warriors, e per i servizi resi allo sport del suo Paese nel 2004 fu insignito dell'onorificenza di Ufficiale dell'Ordine dell'Impero Britannico (OBE).

### Attività nel rugby a 15
Il 24 marzo 2005 Farrell annunciò il suo ritiro dal rugby XIII per iniziare una nuova carriera nel rugby XV nelle file dei londinesi Saracens. Una serie di infortuni incluso un incidente d'auto, tuttavia, ne procrastinarono l'esordio al settembre 2006. Dubbi furono avanzati circa l'effettiva adattabilità di Farrell al nuovo codice di gioco, soprattutto in ragione dell'età del giocatore (32 anni all'epoca), ma alla sua partita d'esordio con la squadra riserve dei Saracens questi si presentò con una meta.
Quasi subito fu convocato da Brian Ashton per l'Inghilterra che affrontò il Sei Nazioni 2007 e, più tardi nell'anno, la Coppa del Mondo in Francia. Complice l'assenza di Jonny Wilkinson, Farrell fu schierato contro il Sudafrica nella posizione di mediano d'apertura nel corso del disastroso incontro della fase a gironi perso per 0-36; successivamente utilizzato come tre quarti centro, garantì un miglior rendimento, ma non poté affrontare la fase a eliminazione del torneo a causa di un infortunio.
Nel gennaio 2008 anche il figlio sedicenne di Andy Farrell, Owen, siglò un contratto triennale nelle giovanili dei Saracens, con cui esordì a livello di prima squadra nel 2010.
Nel 2009, infine, si ritirò e dalla stagione 2009-10 fa parte dello staff tecnico dei Saracens.
Nel 2013 fece parte dello staff tecnico dei British Lions in occasione del loro vittorioso tour in Australia come allenatore dei tre quarti.

## Palmarès

### Rugby a 13
- World Club Challenge: 1
Wigan Warriors: 1993-94
- Campionati britannici: 5
Wigan Warriors: 1992-93, 1993-94, 1994-95, 1995-96, 1998
- Challenge Cup: 4
Wigan Warriors: 1992-93, 1993-94, 1994-95, 2001-02
- Regal Trophy: 3
Wigan Warriors: 1992-93, 1994-95, 1995-96
- Charity Shield: 1
Wigan Warriors: 1995/96

### Allenatore
- Sei Nazioni: 1
Irlanda: 2023